# Municipio de Verdi
El municipio de Verdi (en inglés: Verdi Township) es un municipio ubicado en el condado de Lincoln en el estado estadounidense de Minnesota. En el año 2010 tenía una población de 206 habitantes y una densidad poblacional de 2,06 personas por km².

## Geografía
El municipio de Verdi se encuentra ubicado en las coordenadas 44°14′33″N 96°23′21″O / 44.24250, -96.38917. Según la Oficina del Censo de los Estados Unidos, el municipio tiene una superficie total de 99.89 km², de la cual 99,78 km² corresponden a tierra firme y (0,11 %) 0,11 km² es agua.

## Demografía
Según el censo de 2010, había 206 personas residiendo en el municipio de Verdi. La densidad de población era de 2,06 hab./km². De los 206 habitantes, el municipio de Verdi estaba compuesto por el 92,72 % blancos, el 0,49 % eran amerindios, el 4,37 % eran de otras razas y el 2,43 % eran de una mezcla de razas. Del total de la población el 4,85 % eran hispanos o latinos de cualquier raza.